# Valkyria Chronicles
Valkyria Chronicles (戦場のヴァルキュリア, Senjō no Varukyuria) est une série de jeux vidéo de Sega initiée en 2008.

## Titres

### Série principale
- 2008 : Valkyria Chronicles
- 2010 : Valkyria Chronicles II
- 2011 : Valkyria Chronicles III
- 2018 : Valkyria Chronicles 4

### Jeux dérivés
- 2012 : Valkyria Chronicles D[1]
- 2017 : Valkyria Revolution